# Phyllastrephus baumanni
Phyllastrephus baumanni là một loài chim trong họ Pycnonotidae.